# Catar nos Jogos Olímpicos de Verão de 1992
O Catar competiu nos Jogos Olímpicos de Verão de 1992, em Barcelona, Espanha.
O país ganhou sua primeira medalha olímpica nessa edição.

## Medalhistas
| Medalha           | Nome              | Esporte   | Evento                 |
| ----------------- | ----------------- | --------- | ---------------------- |
| Medalha de bronze | Mohammed Suleiman | Atletismo | 1.500 metros masculino |

## Resultados por Evento

### Atletismo
Revezamento 4x400 metros masculino
- Sami Jumah, Masoud Khamis, Ibrahim Ismail Muftah, e Fareh Ibrahim Ali
  - Eliminatórias — 3:07.26 (→ não avançou)

Salto em distância masculino
- Abdullah Mohamed Al-Sheib
  - Classificatória — 7,27 m (→ não avançou)

Arremesso de peso masculino
- Bilal Saad Mubarak
  - Classificatória — 17,01 m (→ não avançou)